# Anemette Olesen
Anemette Olesen (født 20. august 1952 i Casablanca, Marokko) er en dansk fagbogsforfatter, der har udgivet over 50 kogebøger, havebøger, naturbøger etc.
Olesen bor i Skarresø på Djursland i en nedlagt brugs. Til ejendommen hører en grund på 1,5 tønder land, med mange planter og træer.
Hun har sit eget forlag − Skarresøhus Forlag − hvor hun udgiver sine egne bøger. Desuden holder hun foredrag, samt arrangerer kurser i sit eget hjem omhandlende krydderurter, grøntsager og syltning.